# Bonnie J. Dunbar
Pour les articles homonymes, voir Dunbar (homonymie).
Bonnie Jeanne Dunbar est une astronaute américaine née le 3 mars 1949.

## Biographie

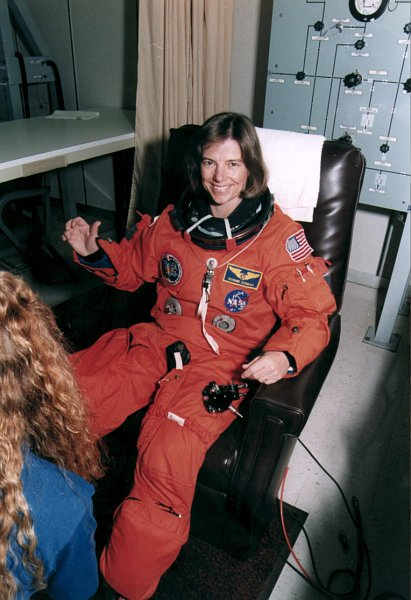
Bonnie en 1995.

### Formation
Bonnie est née à Sunnyside (Washington), dans l'état de Washington. En 1967, elle est diplômée du Sunnyside High School, à Sunnyside. Elle obtient une licence puis un master respectivement en 1971 et 1975 à l'université de Washington puis un doctorat en mécanique et ingénierie biomédicale à l'université de Houston en 1983.
Après avoir obtenu son diplôme en 1971, Bonnie Dunbar travaille en tant qu'analyste systèmes dans le service informatique de Boeing durant deux ans. De 1973 à 1975, elle mène des recherches pour sa thèse dans le domaine des mécanismes et de la cinétique de la diffusion ionique dans le bêta-alumine de sodium. En 1975, elle est invitée à participer aux recherches au Centre de recherche sur l'énergie atomique à Harwell, près d'Oxford, en Angleterre, en tant que chercheur invité.

### Premiers emplois
À la suite de son travail en Angleterre, elle accepte un poste d'ingénieur de recherche senior au centre de recherche de Rockwell International à Downey, en Californie. Elle y est nommée responsable du développement des équipements et des procédés de fabrication du système de protection thermique de la navette spatiale américaine en cours de construction à Palmdale, en Californie.
Dunbar obtient à cette époque son doctorat à l'université de Houston à Houston au Texas. Sa thèse pluridisciplinaire (science des matériaux et la physiologie) consiste à évaluer les effets du vol spatial simulé sur la solidité des os et leur ténacité. Ces résultats ont été corrélés à des modifications de l'activité hormonale et métabolique. Dr Dunbar est alors professeur adjoint en génie mécanique à l'Université de Houston.

### Astronaute à la NASA (1979-2000)
En 1979, Dunbar intègre la NASA en tant que contrôleur de vol et responsable de charge utile au Centre spatial Lyndon B. Johnson en 1978. Elle sert comme officier de navigation pour la mission de la rentrée atmosphérique de la station spatiale Skylab.
Puis elle est sélectionnée pour être astronaute en août 1981. Elle est d'abord chargée de la vérification du logiciel de vol de la navette au Shuttle Avionics Integration Laboratory. Elle est nommée responsable de la division du développement des missions. En 1993, Dunbar est nommée administrateur adjoint au Bureau des sciences de la vie et de la microgravité, au siège de la NASA, à Washington (district de Columbia).
En février 1994, elle se rend en Russie, pour suivre une formation de 13 mois en tant que membre de l'équipage suppléant pour un vol de trois mois sur la station spatiale russe Mir.
Elle effectue cinq vols spatiaux à bord de la navette spatiale américaine en tant que spécialiste de mission puis comme responsable de la charge utile. Dans le cadre de ses missions elle a séjourné plus de 50 jours dans l'espace.

## Vols réalisés
- 30 octobre 1985 : Challenger STS-61-A
- 9 janvier 1990 : Columbia STS-32
- 25 juin 1992 : Columbia STS-50
- 27 juin 1995 : Atlantis STS-71 (amarrage avec la station Mir)
- 23 janvier 1998 : Endeavour STS-89 (amarrage avec la station Mir)

## Vie privée
Elle a été mariée à l'astronaute Ronald M. Sega. Dunbar a une licence de pilote privé avec et a plus de 1000 heures de vol en tant que copilote à bord d'un Northrop T-38 Talon.